# Csincsik Imre
Csincsik Imre (Reformátuskovácsháza, 1933. szeptember 9. – Hajdúszoboszló, 2008. április 15.) tanár, iskolavezető, rövid ideig politikus, a Budapest XVIII. kerületi tanács osztályvezetője 6 éven át.

## Élete
Csincsik Imre 1933. szeptember 9-én született Reformátuskovácsházán, ami ma Mezőkovácsháza része. Fiatalkorában a Pécsi Állami Pedagógiai Főiskolán szerzett tanári diplomát, mégpedig történelem, majd földrajz szakon. 1955-ben kezdett tanítani Budapest XVIII. kerületében, a Kisfaludy utcai Általános Iskolában, a Kassa Utcai Általános Iskolában  és az Engels utcai Általános Iskolában (ma Gulner Gyula Általános Iskola). A Kassa Utcai Általános Iskola igazgatójává 1969-ben választották meg, abban az évben, amikor Reformátuskovácsháza Mezőkovácsháza részévé vált. Hat év megszakítással, 1992-ig vezette a Kassa Utcai Általános Iskolát, amelyben az ő szervezőmunkájának köszönhetően indult meg a sporttagozat működése 1970-ben. Ez a tagozat azóta is eredményesen működik. Az iskola fejlesztésének határozott irányt szabott erőskezű vezető egyéniségével. 1980-ban a Kerületi Tanács oktatási osztályvezetőjévé nevezte ki a kerületi tanácselnök, hat évre. Fontosnak tartotta nemcsak saját iskolájának, hanem a kerület minden oktatási intézményének fejlesztését is. Létrehozta pl. a kerületi oktatás- és számítástechnikai bázisokat. Miután otthagyta a kerületi tanácsot, illetve a politikai életet, visszatért a Kassa utcai Általános Iskolába. Ott az oktatás színvonalának emelése okán az 1970-es években kialakított zárt láncú televízió-rendszert és oktatási stúdiót továbbfejlesztette és médiatárat építtetett ki.
Használni akartam, nem tündökölni
1993-ban nyugdíjba vonult, ezután családja körében élte nyugdíjas éveit. Az unokáival nagy szeretettel foglalkozott. Sok időt töltött kedves pihenőhelyén, Hajdúszoboszlón, ahol a halál érte 2008. április 15-én.